# میدان نفتی کبود
میدان نفتی کبود از میدان‌ها نفتی ایران است، که در شمال استان خوزستان، در فاصله ۴۵ کیلومتری شمال غربی شهرستان اندیمشک قرار دارد. میدان کبود در فاصله میان دو میدان نفتی قلعه‌نار و میدان دالپری مستقر می‌باشد. میزان ذخیره درجای نفت خام این میدان معادل ۴٠ میلیون بشکه برآورد می‌شود.
میدان کبود در سال ١٣۵٠ کشف شد و تولید نفت از آن در سال ۱۳۸۳ آغاز گردید. هم‌اکنون ظرفیت تولید نفت خام این میدان به‌طور متوسط معادل ۱۲ هزار بشکه در روز است. میدان نفتی کبود از میدان‌ها تحت مدیریت شرکت ملی مناطق نفت‌خیز جنوب است، که عملیات تولید از آن، توسط شرکت بهره‌برداری نفت و گاز مسجدسلیمان انجام می‌گیرد.